# Grand Prix automobile de Saint-Marin 1984
Résultats du Grand Prix de Saint-Marin de Formule 1 1984 qui eut lieu 6 mai 1984 au circuit Enzo e Dino Ferrari à Imola, en Italie.

## Classement
| Pos. | No | Pilote             | Écurie            | Tours | Temps/Abandon                      | Grille | Points |
| ---- | -- | ------------------ | ----------------- | ----- | ---------------------------------- | ------ | ------ |
| 1    | 7  | Alain Prost        | McLaren-TAG       | 60    | 1 h 36 min 53 s 679 (187,255 km/h) | 2      | 9      |
| 2    | 28 | René Arnoux        | Ferrari           | 60    | + 13 s 416                         | 6      | 6      |
| 3    | 11 | Elio De Angelis    | Lotus-Renault     | 59    | Panne d'essence                    | 11     | 4      |
| 4    | 16 | Derek Warwick      | Renault           | 59    | + 1 tour                           | 4      | 3      |
| Dsq. | 4  | Stefan Bellof      | Tyrrell-Ford      | 59    | Disqualifié                        | 21     |        |
| 5    | 18 | Thierry Boutsen    | Arrows-Ford       | 59    | + 1 tour                           | 20     | 2      |
| 6    | 26 | Andrea De Cesaris  | Ligier-Renault    | 58    | Panne d'essence                    | 12     | 1      |
| 7    | 23 | Eddie Cheever      | Alfa Romeo        | 58    | Panne d'essence                    | 8      |        |
| 8    | 21 | Mauro Baldi        | Spirit-Hart       | 58    | + 2 tours                          | 24     |        |
| 9    | 10 | Jonathan Palmer    | RAM-Hart          | 57    | + 3 tours                          | 25     |        |
| Dsq. | 3  | Martin Brundle     | Tyrrell-Ford      | 55    | Disqualifié                        | 22     |        |
| Abd. | 9  | Philippe Alliot    | RAM-Hart          | 53    | Turbo                              | 23     |        |
| Abd. | 20 | Johnny Cecotto     | Toleman-Hart      | 52    | Allumage                           | 19     |        |
| Abd. | 1  | Nelson Piquet      | Brabham-BMW       | 48    | Turbo                              | 1      |        |
| Abd. | 2  | Teo Fabi           | Brabham-BMW       | 48    | Turbo                              | 9      |        |
| Abd. | 30 | Jo Gartner         | Osella-Alfa Romeo | 46    | Moteur                             | 26     |        |
| Abd. | 17 | Marc Surer         | Arrows-BMW        | 40    | Turbo                              | 16     |        |
| Abd. | 14 | Manfred Winkelhock | ATS-BMW           | 31    | Turbo                              | 7      |        |
| Abd. | 27 | Michele Alboreto   | Ferrari           | 23    | Échappement                        | 13     |        |
| Abd. | 8  | Niki Lauda         | McLaren-TAG       | 15    | Moteur                             | 5      |        |
| Abd. | 5  | Jacques Laffite    | Williams-Honda    | 11    | Moteur                             | 15     |        |
| Abd. | 22 | Riccardo Patrese   | Alfa Romeo        | 6     | Panne électrique                   | 10     |        |
| Abd. | 12 | Nigel Mansell      | Lotus-Renault     | 2     | Sortie de piste                    | 18     |        |
| Abd. | 6  | Keke Rosberg       | Williams-Honda    | 2     | Panne électrique                   | 3      |        |
| Abd. | 15 | Patrick Tambay     | Renault           | 0     | Collision                          | 14     |        |
| Abd. | 25 | François Hesnault  | Ligier-Renault    | 0     | Collision                          | 17     |        |
| Nq.  | 24 | Piercarlo Ghinzani | Osella-Alfa Romeo |       | Non qualifié                       |        |        |
| Nq.  | 19 | Ayrton Senna       | Toleman-Hart      |       | Non qualifié                       |        |        |

## Pole position et record du tour
- Pole position : Nelson Piquet en 1 min 28 s 517 (vitesse moyenne : 204,978 km/h)
- Meilleur tour en course : Nelson Piquet en 1 min 33 s 275 au 48e tour (vitesse moyenne : 194,522 km/h).

## Tours en tête
- Alain Prost : 60 (1-60)

## À noter
- 11e victoire pour Alain Prost.
- 74e victoire pour McLaren en tant que constructeur.
- 3e victoire pour le moteur TAG turbo.